# 中尾秀正
中尾 秀正（なかお ひでまさ、1966年12月6日 - ）は、日本中央競馬会 (JRA) ・栗東トレーニングセンターに所属している調教師。
祖父が中尾嘉蔵元調教師、父は中尾正元調教師、伯父は中尾謙太郎元調教師と中尾銑治元調教師、従兄弟にも調教助手や装蹄師がいるという、祖父から数えて一世紀近くの間、数多くの者が競馬に携わってきた競馬一族の生まれ。

## 来歴
1985年、4月にJRA競馬学校厩務員課程に入学し、7月より父の厩舎で厩務員となり、11月からは調教助手となった。
1998年、新規調教師免許の一次試験に合格するも二次試験は不合格となる。
1999年、2年連続で新規調教師免許の一次試験に合格するも二次試験は不合格となる。
2002年、2月に調教師免許を取得する。
2004年、3月1日付けで厩舎を12馬房で開業。同期開業には池江泰寿、遠縁にあたる宮本博調教師らがいる。3月7日、初出走となった阪神競馬場での第2競走は、ビッグティアラが3着となる。6月27日に阪神競馬場での第9競走・鷹取特別でビッグドンが勝利し、のべ22頭目でJRA初勝利を挙げる（5月24日の金沢競馬9Rにおいて、ミュージックシーンで地方では既に勝利している）。
2007年、根岸ステークスをビッググラスが制し重賞初勝利を挙げる。
2012年、阪急杯をマジンプロスパーが制覇。
2013年12月23日、アドマイヤシャドウが勝利し、JRA通算200勝達成
2016年5月25日、エイシンエルヴィンがフランス・メゾンラフィット競馬場で行われたモントルトゥー賞で優勝。6月14日にはイギリスのG1クイーンアンステークスに出走したが、10着に敗れた。

## 調教師成績
|            | 日付           | 競馬場・開催  | 競走名    | 馬名               | 頭数 | 人気 | 着順 |
| ---------- | -------------- | ------------- | --------- | ------------------ | ---- | ---- | ---- |
| 初出走     | 2004年3月7日   | 1回阪神4日2R  | 3歳未勝利 | ビッグティアラ     | 11頭 | 3    | 3着  |
| 初勝利     | 2004年6月27日  | 3回阪神4日9R  | 鷹取特別  | ビッグドン         | 16頭 | 2    | 1着  |
| 重賞初出走 | 2004年10月30日 | 4回東京7日11R | 武蔵野S   | シロキタゴッドラン | 16頭 | 13   | 12着 |
| 重賞初勝利 | 2007年1月28日  | 1回東京2日11R | 根岸S     | ビッググラス       | 16頭 | 11   | 1着  |
| GI初出走   | 2004年11月28日 | 5回東京8日10R | JCダート  | シロキタゴッドラン | 16頭 | 15   | 12着 |

### おもな管理馬
- ビッググラス（2007年 根岸ステークス、フェブラリーステークス3着）
- アドマイヤスバル（2009年 白山大賞典）
- マジンプロスパー（2012年 阪急杯、2012年・2013年CBC賞）
- エイシンエルヴィン（2016年 モントルトゥー賞）

## おもな厩舎スタッフ
- 宝来城多郎調教助手（元騎手）